# Albert II xứ Monaco
Albert II (Albert Alexandre Louis Pierre Grimaldi; sinh ngày 14 tháng 3 năm 1958) hiện là người đứng đầu Nhà Grimaldi và là người trị vì Thân vương quốc Monaco. Ông là con trai của Thân vương Rainier III và nữ Diễn viên người Mỹ Grace Kelly. Ông có một chị gái là Caroline, Vương phi xứ Hanover và một em gái là Thân vương nữ Stéphanie. Vào tháng 7 năm 2011, Thân vương Albert đã kết hôn với Charlene Wittstock.

## Tiểu sử

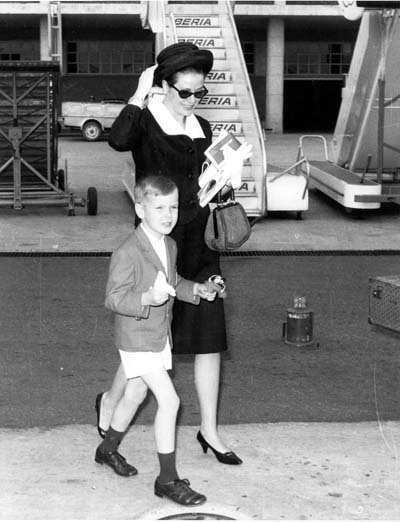
Thân vương Albert cùng mẹ Grace tới sân bay Madrid năm 1964.

Ông sinh ra tại Cung điện Thân vương Monaco, Monaco, mẹ đỡ đầu của ông là Vương hậu Victoria Eugenia của Tây Ban Nha. Albert theo học tại trường Trung học Albert I và tốt nghiệp loại xuất sắc vào năm 1976. Ông từng là một người yêu thích cắm trại và sau đó tư vấn trong 6 mùa hè của Trại Tecumseh trên hồ Winnipesaukee, Moultonborough, New Hampshire, Hoa Kỳ trong thập niên 1970. Ông đã trải qua một năm rèn luyện trong các bổn phận khác nhau của một Thân vương, và sau đó được nhận vào Đại học Amherst tại Massachusetts năm 1977 với tên gọi Albert Grimaldi, chuyên ngành nghiên cứu chính trị, kinh tế học, âm nhạc, và văn học Anh. Ông cũng tham gia vào hội nam sinh đại học Chi Psi.
Ông đã dành mùa hè năm 1979 để đi biểu diễn tại châu Âu và Trung Đông với ban nhạc Glee Club Amherst và sau đó tốt nghiệp vào năm 1981 với học vị Cử nhân Khoa học ngành chính trị. Albert cũng đã đồng ý tham gia chương trình giao lưu với Đại học Bristol, Trường Kinh tế và Quản lý Alfred Marshall vào năm 1979. Albert là một vận động viên khá nhiệt thành, tham gia các giải đấu xuyên quốc gia như ném lao, bóng ném, judo, bơi lội, quần vợt, bơi thuyền, chèo thuyền, trượt tuyết, bóng quần và hàng rào. Ông là một người bảo trợ cho các đội bóng đá của Monaco. Ông đã thi đấu môn xe trượt tuyết tại 5 Thế vận hội mùa đông từ kỳ đại hội tại Calgary năm 1988 cho đến kỳ tại thành phố Salt Lake năm 2002. Mẹ của ông, Thân vương phi Grace Kelly đã qua đời vào năm 1982 trong một vụ tại nạn giao thông tại La Turbie. Ông là thành viên của Ủy ban Olympic quốc tế từ năm 1985. (Ông ngoại của ông là Ngài John Kelly và bác ngoại John B. Kelly, Jr. đều đã từng giành huy chương Olympic môn đua thuyền và đều tích cực tham gia vào phong trào Olympic.) Báo chí ghi nhận rằng thân vương tử đã từ chối bất kỳ sự đối đãi đặc biệt nào trong phần thi tại Olympic của mình, và sống trong làng Olympic giống như các vận động viên khác.

## Lên ngôi
Ngày 7 tháng 3 năm 2005, cha của Thân vương tử Albert là Rainier III phải chuyển vào bệnh viện vương thất và được chuyển đến một khu chăm sóc đặc biệt với các chẩn đoán mắc các bệnh về hô hấp, thận và đau tim. Ngày 31 tháng 3 năm 2005, Cung điện Thân vương Monaco tuyên bố rằng thân vương tử Albert sẽ đảm nhận nhiệm vụ của cha mình với vai trò Nhiếp chính cho đến khi nào Thân vương hồi phục lại sức khỏe của mình. Tuy nhiên, chức vụ nhiếp chính của Thân vương tử Albert đã chỉ kéo dài một tuần. Thân vương Rainier III là vị quân chủ trị vì lâu nhất tại châu Âu và thứ ba thế giới.
Ngày 6 tháng 4 năm 2005, Thân vương Rainier III qua đời và Thân vương tử Albert đã trở thành Albert II, Quốc chủ của Monaco.
Nghi lễ đầu tiên của Thân vương tử Albert II để lên ngôi trị vì Công quốc là vào ngày 12 tháng 7 năm 2005, sau khi kết thúc ba tháng thọ tang cho cha. Một buổi Thánh Lễ vào buổi sáng tại Nhà thờ lớn Saint Nicholas do Tổng giám mục Monaco chủ trì, Đại đức cha Bernard Barsi, chính thức đánh dấu sự khởi đầu của triều đại Albert II. Sau đó Albert II trở về Cung điện Thân vương để tổ chức một bữa tiệc bên vườn cho 7.000 người Monegasque sinh ra tại công quốc. Trong sân, Thân vương đã được dâng tặng hai chiếc chìa khóa của thành phố như là một biểu tượng của việc phong chức cho ông. Buổi tối kết thúc với một màn pháo hoa ngoạn mục.
Nghi lễ thứ hai trong lễ phong chức của ông là vào ngày 19 Tháng 11 năm 2005. Albert đã lên ngôi tại Nhà thờ lớn Saint Nicholas. Gia đình ông đã tham dự, bao gồm cả chị gái của mình (và bây giờ là người chị thừa kế của ông) Caroline, Vương phi Hanover cùng với phu quân là Ernst, Thân vương Hanover và ba trong số bốn đứa con của ông, Andrea, Pierre và Charlotte; cũng như em gái của ông Công chúa Stéphanie và nhiều người thân khác. Vương tộc từ 16 đoàn đại biểu cũng đã có mặt. Buổi tối kết thúc với một mà trình diễn Opera tại Monte Carlo.

## Trị vì

Bản vị Thân vương của Albert II

Albert tiếp tục các chính sách do cha khởi xướng, sử dụng vị trí của mình để thu hút sự chú ý của thế giới đến sự cần thiết để bảo vệ môi trường (biển). Cũng giống như ông sơ (cha của cụ) của mình là Albert I, ông đã đến Spitsbergen (nhóm đảo gần Bắc Cực thuộc Na Uy) vào tháng 7 năm 2005. Trong chuyến đi này, ông đến thăm dòng sông băng "Lillihöök" và "Monaco". Thân vương Albert II cũng đã tham gia vào một thám hiểm của Nga ở Bắc Cực và đã có thể tiếp phía đông Bắc Cực vào ngày 16 Tháng Tư 2006. Như vậy, ông là người nguyên thủ đương nhiệm đầu tiên của một quốc gia đã đạt chân đến Bắc Cực.
Thân vương Albert là Phó Chủ tịch tổ chức từ thiện Mỹ được thành lập vào năm 1982 sau sự ra đi của mẫu thân, Thân vương phi Grace Kelly. Trong năm 2006, Thân vương Albert đã lập ra Quỹ từ thiện Monaco Thân vương Albert II với chủ trương tiếp tục các cam kết của Thân vương Monaco bằng cách hỗ trợ các dự án bền vững và đạo đức trên thế giới trong đó tập trung vào ba thách thức chính: biến đổi khí hậu và phát triển năng lượng tái tạo; chống việc phá vỡ đa dạng sinh học; và quản lý nguồn nước (cải thiện quyền tiếp cận phổ cập với nước sạch), chống sa mạc hóa. 

## Đời tư
Trong những năm qua, đã có nhiều bàn luận về tình trạng độc thân của Thân vương. Mặc dù ông đã nhận được nhiều sự chú ý của báo chí bởi các cuộc hẹn hò với các siêu mẫu thời trang và nữ Diễn viên nổi tiếng. Vì ông lâu năm vẫn độc thân, có nhiều lời đồn là ông là người đồng tính. Ông phủ nhận các đồn đoán về vấn đề giới tính của mình và ông lần đầu tiên tuyên bố là mình đã là cha của hai đứa trẻ. Sau này, ông lần lượt công nhận rằng mình có hai người con ngoài giá thú là Alexandre Coste và Jazmin Grace Grimaldi: Năm 2005 vài ngày trước khi lên ngôi, Albert đã phải thú nhận, có một người con trai với một nữ tiếp viên hàng không từ Togo. Và năm 2006 ông thú nhận - sau một thử nghiệm DNA - từ năm 1992 có một người con gái với một người phục vụ quán ở Hoa Kỳ. Ông cùng từng bị nghi là có con ngoài giá thú với Bea Fiedler, một người mẫu Đức hạng bét và tờ Daily Telegraph mô tả cô này là "sao phim khiêu dâm", tuy nhiên nghi ngờ này đã bị bác bỏ trong một cuộc xét nghiệm DNA. Theo luật pháp Monaco thì chỉ người con "trực hệ và hợp pháp" mới có quyền kế vị.
Thân vương Albert đã kết hôn với vận động viên bơi lội Olympic Charlene Wittstock vào ngày 1 tháng 7 năm 2011. Trước đó họ đã tuyên bố đính hôn vào ngày 23 tháng 6 năm 2010.
Tháng 3/2020, thân vương Albert là nguyên thủ quốc gia đầu tiên trên thế giới bị nhiễm covid-19